# Ação penal pública incondicionada
A ação penal pública incondicionada é a ação penal pública cujo exercício não se subordina a qualquer requisito. Não depende, portanto, de prévia manifestação de qualquer pessoa para ser iniciada. É mesmo irrelevante a manifestação do ofendido.
No Brasil, está prevista no art. 100, caput, 1ª parte, do Código penal brasileiro. É o caso mais comum de ação penal, sendo que se ao descrever a pena, o Código penal ou outra lei não especificar qual a ação penal aplicável, será o caso de ação penal pública incondicionada.
A ação penal pública incondicionada rege-se pelos seguintes princípios:
1. oficialidade
2. indisponibilidade
3. legalidade ou obrigatoriedade
4. divisibilidade*
5. intranscendência

## Princípio da oficialidade
Quando uma infração é cometida, surge a pretensão punitiva do Estado, que será levada a juízo por meio da ação penal. Ela é exercida por meio de órgão do Estado, o Ministério Público, que tem o exercício da ação penal, mas essa não lhe pertence, mas sim ao Estado.
Como o Estado tem o dever jurídico de reintegrar a ordem jurídica abalada com o crime, o Ministério Público tem o dever de promover a ação penal de ofício, daí o princípio da oficialidade.

## Princípio da indisponibilidade
O Ministério Público tem o dever de promover a ação penal pública incondicionada, mas essa não lhe pertence. Não pode, portanto, desistir da ação, transigindo ou acordando (o que vale tanto para a ação penal pública incondicionada como para a condicionada).

## Princípio da legalidade ou obrigatoriedade
Presente nos países em que o sistema determina a obrigatoriedade do Ministério Público  iniciar a ação penal. Para Tourinho Filho, é o princípio que melhor atende aos interesses do Estado.
Em outros países, não há essa obrigatoriedade. Na Noruega, o Ministério Público pode abster-se de iniciar a ação penal se essa estiver perto da prescrição ou houver circunstâncias particularmente atenuantes.
Na Áustria, o regulamento processual de 1876 adotava o princípio da oportunidade, ao afirmar que "extingue-se a ação pública, quando o Imperador manda que a causa não se inicie ou cesse".

## Princípio da divisibilidade
De acordo com a jurisprudência dos tribunais superiores brasileiros, a ação penal pública, por ser possível o seu aditamento para incluir novo réu pelo Ministério Público, é divisivel, prevalecendo, portanto, o princípio da divisibilidade. Em situação semelhante, na ação penal privada, onde o autor apenas ofereceu a queixa em relação a uns existindo necessidade de aditamento em relação a outros, isso não é possível, ocorre a renúncia tácita em favor de todos os co-réus. Neste último caso, da ação penal privada, a aplicação do príncipio da indivisibilidade é uníssono.
- Para a Doutrina, a ação penal pública como a privada é indivisível, sendo obrigatório que abranja todos os que praticaram a infração.[9] Sendo dever do Ministério Público, o promotor não pode escolher quem será o réu.

## Princípio da intranscendência
A ação penal é proposta apenas contra quem se imputa a prática da infração. Ainda que em decorrência de um crime, outra pessoa tenha a obrigação de reparar um dano, a ação penal não pode abarcá-la. A reparação deverá ser exigida na esfera cível